# Episodi di Alias (prima stagione)
La prima stagione della serie televisiva Alias è stata trasmessa negli Stati Uniti dal 30 settembre 2001 al 12 maggio 2002 sul network ABC.
| nº | Titolo originale     | Titolo italiano          | Prima TV USA      | Prima TV Italia  |
| -- | -------------------- | ------------------------ | ----------------- | ---------------- |
| 1  | Truth Be Told        | La verità                | 30 settembre 2001 | 12 gennaio 2003  |
| 2  | So It Begins...      | L'inizio                 | 7 ottobre 2001    | 12 gennaio 2003  |
| 3  | Parity               | Parità                   | 14 ottobre 2001   | 19 gennaio 2003  |
| 4  | A Broken Heart       | Dritti al cuore          | 21 ottobre 2001   | 19 gennaio 2003  |
| 5  | Doppelganger         | Il sosia                 | 28 ottobre 2001   | 26 gennaio 2003  |
| 6  | Reckoning            | Scoperte                 | 18 novembre 2001  | 26 gennaio 2003  |
| 7  | Color-Blind          | Daltonico                | 25 novembre 2001  | 2 febbraio 2003  |
| 8  | Time Will Tell       | L'orologio               | 2 dicembre 2001   | 2 febbraio 2003  |
| 9  | Mea Culpa            | La talpa                 | 9 dicembre 2001   | 9 febbraio 2003  |
| 10 | Spirit               | Aiuto reciproco          | 16 dicembre 2001  | 9 febbraio 2003  |
| 11 | The Confession       | Rivelazioni              | 6 gennaio 2002    | 16 febbraio 2003 |
| 12 | The Box (Part 1 e 2) | La scatola - Parte 1 e 2 | 20 gennaio 2002   | 16 febbraio 2003 |
| 13 | The Box (Part 1 e 2) | La scatola - Parte 1 e 2 | 10 febbraio 2002  | 23 febbraio 2003 |
| 14 | The Coup             | L'uomo                   | 24 febbraio 2002  | 23 febbraio 2003 |
| 15 | Page 47              | Pagina 47                | 3 marzo 2002      | 2 marzo 2003     |
| 16 | The Prophecy         | La profezia              | 10 marzo 2002     | 2 marzo 2003     |
| 17 | Q & A                | L'interrogatorio         | 17 marzo 2002     | 9 marzo 2003     |
| 18 | Masquerade           | Noah                     | 7 aprile 2002     | 9 marzo 2003     |
| 19 | Snowman              | Snowman                  | 14 aprile 2002    | 16 marzo 2003    |
| 20 | The Solution         | Le ampolle               | 21 aprile 2002    | 16 marzo 2003    |
| 21 | Rendezvous           | Will                     | 5 maggio 2002     | 30 marzo 2003    |
| 22 | Almost Thirty Years  | Quasi trent'anni         | 12 maggio 2002    | 30 marzo 2003    |

## La verità
- Titolo originale: Truth Be Told
- Diretto da: J. J. Abrams
- Scritto da: J.J. Abrams

### Trama
Sydney Bristow è una studentessa universitaria di 26 anni che nasconde una seconda vita da agente segreto: lavora per un'associazione chiamata SD-6, che lei crede essere una sezione occulta della CIA. Sua madre è morta quando era piccola e suo padre è sempre stato distante, occupato dal suo lavoro che lo portava a viaggiare molto. 
Il fidanzato di Sydney, Danny, le chiede di sposarla e questo è il principio di una rivoluzione nella vita della ragazza: capendo di non potergli mentire, Sydney gli rivela la sua vera attività lavorativa e Danny ne rimane sconvolto. Mentre la ragazza è in missione con il suo collega, Danny le lascia un messaggio in segreteria in cui parla anche dell'SD-6 e per tale motivo il capo dell'associazione, Arvin Sloane, lo fa assassinare. Al ritorno dalla missione Sydney trova il cadavere dell'uomo che ama e decide così di lasciare l'agenzia per sempre. Passati alcuni mesi dalla sua morte, due sicari tentano di ucciderla e viene salvata all'improvviso da suo padre. Egli le rivela di essere un agente segreto dell'SD-6, come lei, e che l'agenzia non è realmente parte della CIA, ma è in realtà una branca dell'Alleanza dei Dodici, nemico contro il quale Sydney credeva di combattere. La ragazza, allora, capisce che l'unico modo per salvarsi la vita e vendicare Danny è fingere di tornare a lavorare per Arvin Sloane, ma diventare una doppiogiochista per la CIA, a suo rischio e pericolo.
Alla "vera" CIA il suo contatto è un giovane agente di nome Michael Vaughn che diventa il suo Supervisore e le rivela che hanno già un altro agente doppiogiochista nell'SD-6. Sydney scopre in seguito che si tratta proprio di suo padre.
- Altri interpreti: Edward Atterton (dott. Daniel Hecht), Jay Gerber (Prof. Mizzy), Angus Scrimm (Calvin Mc Cullough), William Wellman JR (sacerdote), Ric Young (dott. Zhang Lee)

## L'inizio
- Titolo originale: So It Begins...
- Diretto da: Ken Olin
- Scritto da: J.J. Abrams

### Trama
Il rapporto fra Sydney e Vaughn si rivela complesso quando la ragazza non sembra pronta a eseguire i suoi ordini, dato che vuole eliminare l'SD-6 a modo suo. Allora l'agente le rivela la reale grandezza della cellula terroristica mostrandole una mappa con le ramificazioni dell'associazione, facendole capire che il suo lavoro sarà molto complesso, pericoloso e a lungo termine. 
Nel frattempo Sydney compie una missione a Mosca insieme al suo collega Dixon e fa in modo che anche la CIA abbia il materiale di cui entrano in possesso. A Los Angeles, nel frattempo, il suo amico giornalista Will inizia a indagare sulla morte di Danny e scopre che il ragazzo aveva un volo prenotato per Singapore e che non ha mai preso. Sydney scopre che è stato suo padre Jack a comprare il biglietto, ma non ha fatto in tempo a salvare la vita di Danny e a farlo fuggire. Sloane, scopre che c'è un ordigno nucleare nascosto in Virginia e manda Sydney a recuperarlo. La ragazza scopre che si trova in una tomba di un cimitero e nel momento in cui lo trova si rende conto che è innescato. Con l'aiuto di Marshall riesce a bloccare la detonazione, ma l'ordigno viene venduto dall'SD-6 ad Ineni Hassan, trafficante di armi egiziano. Dopo un forte rimprovero da parte di Vaughn per non averlo contattato, i due decidono di mandarla in Egitto di nascosto per recuperare il nucleo esplosivo dalla bomba. Mentre Vaughn viene esonerato dalla supervisione di Sydney, poiché ritenuto troppo inesperto, la donna riesce a entrare nella base di Hassan, ma viene scoperta proprio mentre ha in mano il nucleo.
- Altri interpreti: Evan Dexter Parke (Charlie Bernard), Aharon Ipale (Ineni Hassan), Alex Kuznetsov (Kazimir Shcherbakov), Ravil Isyanov (Luri Karpacher), Sarah Shahi (Jenny)

## Parità
- Titolo originale: Parity
- Diretto da: Mikael Salomon
- Scritto da: Alex Kurtzman e Roberto Orci

### Trama
Sydney riesce a scappare dalla base di Hassan con il nucleo, ma una volta tornata a Los Angeles scopre che Vaughn non sarà più il suo supervisore: al suo caso sarà infatti assegnato l'agente Lambert. Nel loro primo incontro Sydney capisce immediatamente che fra loro non c'è intesa. Intanto all'SD-6 stanno cercando di capire come funziona l'apparato recuperato da Sydney precedentemente e scoprono che si tratta di un progetto di un architetto e inventore del XV secolo, Milo Rambaldi. Durante una missione in Spagna Sydney deve recuperare una valigetta con delle informazioni preziose, ma deve vedersela con la sua acerrima nemica: Anna Espinosa, agente del Direttorio K. Sydney ha la meglio e recupera la valigetta, ma Marshall non riesce ad aprirla. Così le due agenzie nemiche organizzano un incontro fra Sydney e Anna in Germania, dove saranno sorvegliate da agenti di entrambe le parti e apriranno insieme la valigetta con la sua chiave (in possesso di Anna). Prima dell'incontro Sydney promette a Lambert che se non richiameranno Vaughn a farle da supervisore la CIA non avrà nulla dall'operazione, e quando Lambert le fa notare che Vaughn è solamente un agente semplice, lei gli chiede di farlo promuovere. A Berlino è proprio Vaughn a fare da supervisore a Sydney mentre si incontra con Anna in uno stadio ed entrambe osservano il contenuto della valigetta.
- Altri interpreti: Evan Dexter Parke (Charlie Bernard), Aharon Ipale (Ineni Hassan), Gina Torres (Anna Espinosa), Keone Young (prof. Choy), Elaine Kagan (June Litvack), Mark Rolston (Seth Lambert)

## Dritti al cuore
- Titolo originale: A Broken Heart
- Diretto da: Harry Winer
- Scritto da: Vanessa Taylo

### Trama
Sydney e Anna devono memorizzare rapidamente un foglietto sul quale è scritto un codice binario che completerà la parte della quale sono già in possesso. Vaughn ordina a Sydney di dare il codice corretto anche all'SD-6 per evitare di scoprirsi; i due hanno una discussione, ma la ragazza capisce che non può rischiare apertamente di danneggiare l'SD-6. Il codice completo porta Sydney e Anna in una chiesa di Malaga, dove combattono per prendere il "Sol D'oro", un piccolo cerchio dorato che si scopre essere fatto di un polimero sintetico creato da Rambaldi e Sydney ha la meglio. In seguito lei e Dixon sono inviati in Marocco da un loro contatto per indagare su un complotto che sembra mirare a distruggere l'Organizzazione Internazionale del Commercio. In un mercato, travestita da turista, Sydney cerca di origliare la conversazione, ma viene riconosciuta da una guardia del corpo del terrorista. Dopo una dura lotta che coinvolge anche Dixon, Sydney trova il loro contatto Hassan morto e ne rimane sconvolta. Tornata a Los Angeles trova pace nell'idea di andare a cena con suo padre dopo moltissimi anni che non accadeva, ma l'uomo le dà buca all'ultimo momento perché non si sente pronto per un passo del genere. Allora Sydney chiama Vaughn e i due si incontrano su un ponte e la donna si sfoga, spiegandogli che non sa più nemmeno cosa fare della sua vita. Vaughn si ritrova a consolarla facendole capire che il loro è un lavoro terribile, ma che l'oscurità non deve impossessarsi di lei; inoltre le promette che in qualunque momento abbia bisogno di parlare con qualcuno potrà contare su di lui. L'SD-6 manda lei e Dixon in Brasile, dove scoprono che i terroristi hanno intenzione di impiantare una bomba nel cuore del premio Nobel per la pace, che dovrà tenere un discorso alla conferenza dell'Organizzazione del Commercio.
- Altri interpreti: Evan Dexter Parke (Charlie Bernard), Gina Torres (Anna Espinosa), Miguel Sandoval (Antony Russek), Faran Tahir (Mokhtar), Maurice Chasse (Luc Jacqnoud)

## Il sosia
- Titolo originale: Doppelgänger
- Diretto da: Ken Olin
- Scritto da: Daniel Arkin

### Trama
Sydney e Dixon riescono a salvare la vita al premio Nobel: mentre Sydney guida un'ambulanza in corsa, Dixon gli estrae la bomba dal petto e la lancia sulla macchina dei loro inseguitori. A casa, Francie, l'amica di Sydney, decide di organizzare una festa di Halloween nella speranza di rivedere il suo ragazzo, che ha lasciato pochi giorni prima. Nel frattempo l'SD-6 manda Sydney a Berlino per prelevare uno scienziato che ha delle informazioni su un vaccino contro le armi biologiche, ma lei consegna ad Arvin Sloane un suo sosia, mandato dalla CIA a sostituirlo. Sloane vuole sapere dove si trovi la fabbrica con i prototipi dell'inalatore del vaccino, ma sfortunatamente l'agente non lo sa. Allora il capo dell'SD-6 manda a chiamare Jack per torturarlo e farglielo dire. Jack riesce a sussurrargli dove si trova la fabbrica e così riesce a salvargli la vita, pur fingendo di fargli del male. Intanto Will continua a indagare su una donna di nome "Kate Jones" che avrebbe dovuto viaggiare con Danny sul volo per Singapore. Quando la incontra, questa donna gli dice di avere avuto una relazione con Danny, ma Will ha scoperto che in realtà il suo numero di Previdenza Sociale è scaduto quando lei è morta diversi anni prima. Capisce così che questa gli sta mentendo. Sydney e Dixon vengono poi mandati a Badenweiler per recuperare i prototipi e distruggere la fabbrica; d'accordo con Vaughn, una squadra della CIA si trova all'interno della fabbrica e Sydney sabota la bomba che dovrebbe farla esplodere. Tuttavia Dixon ha un detonatore di riserva e fa esplodere l'edificio mentre la squadra CIA è ancora al suo interno, senza che Sydney possa fare nulla per fermarlo.
- Altri interpreti: Maurice Chasse (Luc Jacqnoud), Tom Everet (Paul Kelvin), Norbert Weisser (Jeroon Schiller), Lori Heuring (Eloise Kurtz alias Kate Jones), Kevin E. West (agente CIA)

## Scoperte
- Titolo originale: Reckoning
- Diretto da: Dan Attias
- Scritto da: Jesse Alexander

### Trama
Lo sconvolgimento di Sydney per la morte degli agenti a Badenweiler la convince ancor di più che dovrebbe dire a Dixon la verità sull'SD-6, ma Vaughn riesce a persuaderla dal farlo ricordandole cosa rischierebbe l'uomo se divenisse un doppiogiochista contro la sua volontà. Nel frattempo, Sydney legge il dossier di Jack e scopre che era stato indagato dall'F.B.I. per sospette attività di spionaggio a favore del KGB e pensa che questo nel 1981 abbia portato alla morte della madre. Mentre la CIA scarica informazioni dal database dell'SD-6, Marshall se ne accorge portando così Sloane a cominciare a sospettare che vi sia una talpa nell'agenzia. L'uomo manda in missione Sydney e Dixon per recuperare un decodificatore dell'FTL all'interno di una galleria d'arte a Londra; tuttavia esso si rivela inutilizzabile poiché è criptato sul DNA di un individuo di nome Gareth Parkashoff e occorre una sua impronta digitale. Quest'ultimo era stato ucciso da un killer di nome Shepard che si è fatto poi ricoverare in un manicomio di Bucarest ed è stato programmato ad obbedire agli ordini quando sente una frase particolare; di conseguenza Sydney lo raggiunge al manicomio, fingendosi una paziente, e prova a comunicare con lui rendendosi però immediatamente conto che la sua programmazione mentale comincia a venire meno: l'uomo cerca infatti di strangolarla. Purtroppo il capo del manicomio è in realtà un agente del Direttorio K e, quando scopre che Sydney non è una paziente, uccide il suo contatto e Sydney lo trova morto.
- Altri interpreti: Evan Dexter Parke (Charlie Bernard), Lori Heuring (Eloise Kurtz alias Kate Jones), John Hannah (Martin Shepard), Nancy Dussaut (Helen Calder), Yeugeni Lazarev (dott. Kreshnik)

## Daltonico
- Titolo originale: Color Blind
- Diretto da: Jack Bender
- Scritto da: Roberto Orci e Alex Kurtzman

### Trama
Sydney è intrappolata nel manicomio, dove l'agente del Direttorio K la tortura per farle dire per chi lavora. Lei riesce a convincerlo a lasciarla provare a parlare con Shepard per fargli rivelare dove ha sepolto Parkashoff. L'uomo le dà poche ore di tempo e Sydney sfrutta tutta la sua abilità di persuasione per comunicare con lui. Shepard ha degli incubi ricorrenti e vede tutto in bianco e nero, perché i suoi programmatori pensavano che in questo modo sarebbe stato meno coinvolto dai suoi omicidi. L'uomo inizialmente non vuole collaborare con Sydney, che così deve decidersi a scappare da sola dal manicomio, ma quando in un sogno si rende conto di aver già visto la faccia della ragazza, capisce che deve andarsene con lei per scoprire qualcosa su sé stesso. Nel frattempo a Los Angeles Vaughn, preoccupato per Sydney, organizza un incontro con Jack per organizzare un piano di evacuazione dal manicomio. Il primo incontro fra i due non porta altro che tensione perché Jack ha scoperto che Vaughn ha sottratto il suo dossier per consegnarlo a sua figlia. Sydney e Shepard riescono a scappare dal manicomio e si nascondono in un rifugio della CIA, dove l'uomo le confessa di essere un killer dell'SD-6 e di avere assassinato anche il suo fidanzato Danny. Sydney è sconvolta, ma capisce che Shepard è una vittima dell'SD-6, proprio come lei. Così lo lascia andare, dopo essersi fatta rivelare il luogo in cui ha sepolto Parkashoff. Tornata a casa festeggia il Ringraziamento coi suoi amici e Charlie, da poco tornato con Francie, chiede alla fidanzata di sposarlo. Will, invece, scopre che la finta "Kate Jones" era stata pagata per interpretare quella parte e che è stata ritrovata uccisa, di conseguenza la verità sull'assassinio di Danny diventa ancor più misteriosa. Sloane avvisa Sydney che, grazie al DNA di Parkashoff, hanno scoperto che l'FTL è entrata in possesso di un manufatto di Rambaldi e che è stato spedito a Oxford per farlo analizzare; intanto segretamente decide di far chiamare un esperto dell'Alleanza dei Dodici per valutare quale dei suoi agenti possa essere una talpa.
- Altri interpreti: Evan Dexter Parke (Charlie Bernard), Sarah Shahi (Jenny), Elaine Kagan (June Litvack), John Hannah (Martin Shepard), Yeugeni Lazarev (dott. Kreshnik)

## L'orologio
- Titolo originale: Time Will Tell
- Diretto da: Perry Lang
- Scritto da: Jeff Pinkner

### Trama
Sydney parte per Oxford e riesce a rubare l'antico orologio appartenuto a Rambaldi. Durante la missione si affronta nuovamente con Anna Espinosa, ma riesce a batterla. Tuttavia l'orologio è rotto e Sydney viene mandata a Positano per parlare con l'erede del creatore del pezzo. I sospetti sulla presenza di una talpa all'SD-6 portano Sloane a fare effettuare dei test con una sofisticata macchina della verità su tutti i suoi agenti, compresa Sydney. Per prepararsi a sostenere il test, la ragazza fa delle sedute specifiche con Vaughn, che l'aiuta a controllare le proprie emozioni mentre risponde alle domande. 
A Positano, Sydney parla con il signor Donato e scopre che il simbolo sull'orologio (che si trova anche tatuato sulla mano di Anna) indica il "Magnifico Ordine di Rambaldi", costituito da coloro che hanno giurato di proteggere l'operato del maestro. Prima che Sydney riesca a sapere quale era il vero piano del profeta, l'uomo viene ucciso dagli uomini di Anna e Sydney riesce a salvarsi per miracolo. Mentre Marshall scopre che il "Sol D'Oro" trovato da Syd a Malaga si incastra perfettamente nell'orologio di Rambaldi, Sydney trova dei codici in cirillico su alcuni vecchi libri appartenuti a sua madre. Si confida con Vaughn, dicendogli che probabilmente suo padre era un doppiogiochista per il KGB e comprava quei libri a sua madre solo per scambiare informazioni.
Will nel frattempo rintraccia l'automobile di Eloise Kurtz e al suo interno trova uno strano gioiello che causa degli strani fischi durante una sua conversazione al telefono; un suo amico tecnico gli dice che quel tipo di materiale può essere prodotto solo dal governo. Dopo aver effettuato il test della macchina della verità, Sydney parte con Dixon per l'Aconcagua, il posto segnalato dalla mappa trovata sul "Sol D'Oro"; una volta laggiù trovano un'antica cripta in cui è stato sepolto il diario di Rambaldi. L'agente non fa in tempo a leggerlo perché Anna Espinosa arriva con i suoi uomini e, dopo aver ferito Dixon, ingaggia una lotta con Sydney e la scaraventa nel vuoto durante una colluttazione avvenuta a diversi metri di altezza.
- Altri interpreti: Gina Torres (Anna Espinosa), Keone Young (prof. Choy), Tobin Bell (Karl Dreger), Robert Clendenin (Kostia Bergman), Peter Dennis (prof. Bloom)

## La talpa
- Titolo originale: Mea Culpa
- Diretto da: Ken Olin
- Scritto da: Debra J. Fisher ed Erica Messer

### Trama
Sydney si sveglia appesa alla scala dalla quale è precipitata alcuni minuti prima; Anna è ormai fuggita con il diario di Rambaldi e l'agente cerca il collega Dixon, che non risponde più alla radio. Quando Sydney lo trova si rende conto che è in fin di vita: Anna gli ha sparato in pieno petto. Senza avere altre possibilità, Syd contatta la CIA ed esclama ad alta voce il suo nome in codice "Freelancer", facendosi sentire da Dixon. L'elicottero della CIA porta lei e Dixon in un ospedale di Buenos Aires ed in seguito, dopo essere rientrati negli Stati Uniti, il collega viene ricoverato in un ospedale dell'SD-6 dove Syd deve raccontare una storia di copertura alla moglie di Marcus. Dreyer, l'addetto alla macchina della verità, riferisce a Sloane che la talpa è Sydney Bristow: i suoi risultati sono troppo perfetti, sintomo di una preparazione specifica per affrontare il test. Sloane, essendo poco convinto, decide di risolvere la faccenda senza coinvolgere la sicurezza. Mentre Sydney viene mandata in missione in Toscana, fa inviare un messaggio tramite il server 5 dell'SD-6 al collega dell'SD-4 di Roma, ordinando l'assassinio dell'agente Sydney Bristow in un parco di Firenze. La missione di Sydney ha successo e la ragazza si appresta a raggiungere il parco per consegnare le informazioni ottenute.
Tuttavia la CIA, che ha intercettato il messaggio di Sloane, organizza una squadra pronta a recuperare Sydney prima che venga assassinata. Vaughn chiama Jack per informarlo dell'accaduto ed egli scopre che quello di Sloane è solo un bluff: ha infatti inviato il messaggio tramite il server 5 per farsi ascoltare da eventuali agenzie in combutta con Sydney. Così intima a Vaughn di allontanare la squadra e di non intervenire, perché quella di Sloane è una prova per valutare la fedeltà della sua migliore agente. Pur contrariato, Vaughn esegue gli ordini ed effettivamente il killer non esegue l'omicidio poiché Sydney non viene recuperata da nessuno. Di fatto Sloane offriva comunque a Sydney una via d'uscita, nel caso in cui lei fosse davvero la talpa, ma la ragazza e Vaughn non ne sono stupiti: l'uomo ha sempre ribadito di considerarla come una figlia. Will, nel frattempo, scopre che la spilla-cimice è ancora attiva e una sera parla con Francie delle sue scoperte e i due iniziano a scherzare con la trasmittente; Will riceve una chiamata immediata e una voce camuffata gli intima di non parlarne più con nessuno. La stessa persona chiama Will il giorno dopo e gli fa trovare una registrazione dell'omicidio di Eloise Kurtz nel cassetto porta-oggetti della macchina. Sydney e l'agente Russek vengono inviati a Ginevra per completare la missione iniziata in Toscana; lì, Sydney deve leggere ad alta voce i codici dei conti bancari di Hassan. La donna esegue gli ordini, ma si fa sentire anche dalla CIA con una trasmittente nascosta. Marshall scopre questa trasmissione e informa Dreyer e Sloane, con quest'ultimo che deve così ammettere che Sydney è davvero la talpa che stavano cercando.
Al ritorno da Ginevra, Sydney va a trovare Dixon, ormai sveglio, e gli chiede se si ricordi qualcosa dell'accaduto, ma fortunatamente l'uomo non ha memoria del loro volo con l'elicottero della CIA. Tuttavia, non appena Sydney esce dall'ospedale, viene catturata da una squadra di agenti dell'SD-6.
- Altri interpreti: Miguel Sandoval (Anthony Russek), Tobin Bell (Karl Dreger), Timothy Landfield (Kretchmer), Christopher Thornton (Nevil), David St. James (Mr. Franco)

## Aiuto reciproco
- Titolo originale: Spirit
- Diretto da: Jack Bender
- Scritto da: J.J. Abrams e Vanessa Taylor

### Trama
Dopo la sua cattura, Sydney viene messa in cella insieme a Russek. Sloane gli ha ordinato di convincerla che se non parlerà uccideranno anche lui, poiché conosce il vero punto debole di Sydney: non riesce a sopportare la sofferenza altrui. Sydney tuttavia non collabora e viene condotta nella sala torture, dove sta per essere interrogata. Ma proprio prima che le venga fatta l'iniezione che la convincerebbe a parlare, viene liberata e al suo posto viene condotto Russek. Sloane le spiega che la trasmissione intercettata a Ginevra era di Russek ed era per il Direttorio K. 
Sydney si sfoga con Vaughn e i due non capiscono come abbia potuto essere così fortunata: probabilmente Russek è stata una vittima sacrificata al suo posto; Vaughn dona a Syd un regalo per Natale e la ragazza rimane sorpresa dal suo gesto. Sydney viene mandata in Kenya: il suo nuovo compito è scoprire la nuova identità di Hassan; nell'hotel, Sydney scopre che l'uomo non solo ha cambiato nome, ma si è fatto un intervento di plastica facciale. Nonostante Syd nasconda le informazioni all'SD-6, Sloane le scopre per altre vie e ordina a Jack di andare a Cuba e uccidere Hassan. 
Jack si incontra con Vaughn, che gli dà una contromissione: dovrà convincere Hassan a dargli la sua lista clienti, fingendo di voler tradire l'SD-6, e in cambio simuleranno il suo assassinio, così Hassan sarà finalmente libero. Vaughn intuisce anche che è stato Jack a modificare la trasmissione della CIA facendola ricadere su Russek; l'agente Bristow spiega con rabbia a Vaughn che non aveva tempo per trovare aiuto, doveva salvare Sydney e sacrificare Russek era l'unica cosa ovvia da fare.
Will fa analizzare il nastro della registrazione trovato poco tempo prima e il tecnico riesce a scovare l'audio di una voce che dice a Eloise Kurtz "gli hai parlato dell'SD-6". Pur non sapendo cosa sia l'SD-6, Will capisce che si sta avvicinando alla verità. L'unica cosa che riporta quel termine è l'atto del processo di David McNeil, ora in carcere. Will parla prima col suo avvocato e poi con l'uomo, ma entrambi cercano di allontanarlo dall'indagine: McNeil ha una figlia e cerca di proteggerla dopo che l'SD-6 ha fatto assassinare sua moglie.
Syd porta il regalo di Vaughn a casa e Will si chiede chi sia il misterioso collega che le ha fatto quel dono.
Si tratta di una cornice e quando la ragazza cerca delle foto per inserirvene una, scova una vecchia immagine di lei e suo padre e capisce che quando Jack le ha detto di non avere niente a che fare con la cattura di Russek, mentiva. L'agente si incontra di nuovo con Vaughn e gli spiega come ha intuito che Jack l'ha salvata, ma è molto contrariata perché non spettava a lui decidere della vita di Russek. Vaughn cerca di calmarla dicendole che quell'uomo era comunque un assassino e un alto funzionario dell'SD-6, che sapeva di lavorare per i "cattivi". Inoltre rivela anche a Sydney che la missione di Jack a Cuba è andata male e che è stato catturato dagli uomini di Hassan; allora Sydney gli chiede aiuto per andare a Cuba e salvarlo. Una volta lì, la ragazza viene catturata mentre cerca di entrare nella casa di Hassan e il terrorista dice a Jack che accetterà la sua proposta di cedergli la lista clienti solo se gli darà prova di voler davvero tradire l'SD-6: per farlo dovrà uccidere Sydney.
- Altri interpreti: Miguel Sandoval (Anthony Russek), Scott Paulin (Robert Stoller), Aharon Ipalé (Ineni Hassan), Christopher Thornton (Nevil), Scotch Ellis Loring (Steven Gordon)

## Rivelazioni
- Titolo originale: The Confession
- Diretto da: Harry Winer
- Scritto da: J.J. Abrams e Daniel Arkin

### Trama
Jack sta puntando la pistola contro Sydney e cerca di prendere tempo; mentre parla con Hassan, comunica con la figlia usando le palpebre e mimando l'alfabeto morse. I due agenti riescono a liberarsi delle guardie di Hassan e a farlo prigioniero, portandolo poi in un luogo sicuro dove simulano il suo assassinio. Dopo averlo fotografato, Jack stende Hassan e lo fa portare da Sydney negli USA con un elicottero CIA, mentre lui torna da Sloane con le immagini del finto delitto e rivela di aver ucciso Hassan come ordinatogli.
Sydney e Vaughn si incontrano come al solito e la ragazza gli svela di aver visto suo padre in azione ed esserne rimasta impressionata, ma Vaughn non ha tempo per le confidenze: i codici in cirillico dei libri di sua madre sono stati decifrati e si tratta di nomi in codice di agenti CIA uccisi venticinque anni prima. Vaughn le comunica che denuncerà Jack, l'assassino di quegli agenti mai trovato fino a quel momento.
Syd e Vaughn parlano della futura missione di Sydney, ma la ragazza gli chiede anche tempo prima di denunciare Jack. Secondo lei senza di lui non possono distruggere l'SD-6; Vaughn le mostra le foto degli agenti uccisi e le dice che si comporta come un'egoista, ma le concede comunque un po' di tempo. In realtà l'agente ha registrato la loro conversazione, con la voce di Sydney che parla delle presunte colpe di suo padre.
Dixon e Sydney vanno in Grecia e devono scoprire cosa sia un "Pacco" che un ex-collaboratore di Hassan, Minos Sakkoulas, ha deciso di vendere dopo la "morte" del suo ex-capo. La missione non va come Sydney vorrebbe: Dixon ottiene le informazioni prima di lei e così non può celarle all'SD-6. Mentre parla dell'esito della missione con Syd, Michael le confessa che ha registrato la loro ultima conversazione ma le rivela che non ha avuto il coraggio di usarla perché vuole essere onesto con lei. Le svela però anche il motivo della sua fermezza nel voler denunciare Jack: uno degli agenti uccisi era suo padre.
Intanto Hassan è sotto custodia della CIA e non vuole collaborare a meno che sua moglie e suo figlio non siano condotti in un posto sicuro e protetti; Vaughn non vuole concedergli nulla e così Hassan gli rivela comunque dove si trova il suo magazzino di armi in cui risiede anche il "Pacco", che si è scoperto essere un riflettore elettromagnetico che scherma i missili. Sydney va in missione a Creta per trovare il magazzino e non appena entra all'interno del bunker viene attivato un allarme anti-intruso: Hassan ha dato a Vaughn i codici sbagliati di proposito e il magazzino si sta riempiendo di benzina per poi venire incendiato completamente da una miccia. Vaughn lo minaccia di ucciderlo se non gli darà i codici per disattivare la protezione, che in breve tempo ucciderà Sydney, ma Hassan è pronto a morire: vuole solo la salvezza della sua famiglia. Così Vaughn e il direttore CIA gli concedono la protezione per moglie e figlio e riescono a salvare l'agente Bristow. 
Dopo aver dato il "Pacco" alla CIA, Sydney e Vaughn organizzano una riunione per denunciare Jack, ma hanno un'enorme sorpresa: al summit ci sono tutti gli alti papaveri CIA e Jack stesso. Il padre di Sydney le rivela che i codici trovati sui libri erano davvero ordini per uccidere gli agenti della CIA, ma non erano indirizzati a lui, bensì a sua madre. Era lei l'agente del KGB.
- Altri interpreti: Aharon Ipalé (Ineni Hassan), James Handy (Arthur Devlin), Francesco Quinn (Minos Sakkoulas), Vincent Lappas (Techie), J. Anthony McCarthy (buttafuori greco)

## La scatola - Parte prima
- Titolo originale: The Box (Part 1)
- Diretto da: Jack Bender
- Scritto da: Jesse Alexander e John Eisendrath

### Trama
Sydney è sconvolta dalla rivelazione su sua madre e si sfoga con Vaughn, scusandosi perché lei ha ucciso suo padre. I due si scambiano un abbraccio ricco di cose non dette.
Sydney gli dice anche di voler chiudere con lo spionaggio e che lascerà l'SD-6; vorrebbe andare con lui a vedere i Kings, ma Vaughn cerca di farle capire che non può farlo: Sloane la farebbe uccidere se lasciasse l'agenzia.
Mentre Syd e Jack tornano all'SD-6, un commando assalta la sede dell'agenzia e rende prigionieri tutti gli agenti, nonché Sloane. L'uomo che guida il commando è McKenas Cole, un ex-agente della sezione che Sloane credeva morto in una missione. Cole svela a Sloane di lavorare per "L'Uomo" e di volere una cosa che si trova nel caveau dell'SD-6; Sloane però ha attivato la procedura di emergenza e sia il caveau che la sua sala di accesso sono bloccati. Cole lo porta nella stanza delle torture e gli chiede i codici del caveau prima di usare su di lui i suoi terribili "aghi di fuoco", chiodi che iniettano una miscela terribile da sopportare.
Alla CIA, Vaughn riceve l'ordine di parlare con la psicologa Barnett dal suo collega Haladki, che a quanto pare ha "spifferato" ai superiori il suo legame poco ortodosso con Sydney; la dottoressa gli chiede quali siano i suoi rapporti con Sydney. La donna ha anche saputo del suo regalo di natale e Vaughn, spazientito, capisce che è stato Haladki a confidarle quell'informazione. Dopo una breve colluttazione fra i due, Weiss li separata. Haladki teme che Vaughn sia troppo coinvolto con Sydney e vuole proporre che venga sostituito come suo supervisore.
Syd e Jack, nel frattempo, si trovano i soli estranei all'intrusione e tentano di salvare l'SD-6. Jack capisce che Sloane ha attivato la procedura di emergenza e quindi l'apertura del caveau farà esplodere del C4 che distruggerà l'edificio. 
Will Tippin, intanto, capisce che la storia dell'SD-6 sta diventando pericolosa e decide di mollare tutto; ma viene messo in contatto con la figlia di McNeil e lei gli chiede di continuare l'indagine e aiutare suo padre. Will allora prende una busta che gli ha recapitato la sua misteriosa fonte e vi trova dentro una chiave.
Sydney usa le condutture dell'aria per arrivare nell'ufficio di Marshall senza farsi vedere e prendere un dispositivo per la decifrazione dei codici di sicurezza; con l'aiuto di Jack ci riesce e modifica i codici del caveau poco prima che Cole li ottenga da Sloane. Mentre Sydney fugge nelle condutture, Cole e i suoi uomini la sentono fare rumore e iniziano a sparare contro di lei; Syd non ha scelta: si appende a una ventola per l'aria e attende il suo destino.
- Guest star: Quentin Tarantino (McKenas Cole)
- Altri interpreti: Joey Slotnick (Steven Haladki), Agnes Bruckner (Kelly McNeil), Sarah Shahi (Jenny), Patricia Wettig (dott.ssa Judy Barnett)

## La scatola - Parte seconda
- Titolo originale: The Box (Part 2)
- Diretto da: Jack Bender
- Scritto da: Jesse Alexander e John Eisendrath

### Trama
Sydney riesce a fuggire dal condotto perché Jack si consegna al suo posto, facendo credere di essere l'unico agente rimasto libero. Sydney trova un messaggio nel quale Jack le spiega come disarmare le tre cariche di C4 poste in vari punti dell'edificio. Jack si unisce agli altri prigionieri e osserva Dixon che riesce a recuperare un palmare e inviare una e-mail con richiesta di soccorso a Langley. L'agente non sa che il messaggio viene ricevuto dalla "vera" CIA, ma ottiene comunque il risultato voluto: Vaughn e Weiss ricevono la richiesta di aiuto. Haladki, tuttavia, convince Devlin che potrebbe essere una trappola ed essendo stato promosso a supervisore di Sydney, Devlin ascolta la sua opinione. Vaughn, allora, decide di andare da solo alla Credit Dauphine per cercare prove di quanto affermato nel messaggio ricevuto da Dixon. Vaughn trova subito nel parcheggio l'uomo di Cole addetto alla sorveglianza e dopo una breve lotta lo uccide. Chiama subito Haladki per spiegargli che il messaggio di Dixon era vero ma l'uomo non lo prende sul serio. Pochi minuti dopo Vaughn e Sydney si incontrano per caso e iniziano a cercare insieme le cariche di C4 da disattivare.
Will, intanto, trova l'armadietto che si apre con la chiave ricevuta dalla sua fonte. Dentro di esso ci sono le immagini dell'autopsia della moglie di McNeil: sono le prove del fatto che quello della moglie non era stato un suicidio, bensì un omicidio. Will dice a Kelly McNeil di andarsene dalla città e farsi mettere sotto protezione, poi aiuterà suo padre. Syd e Vaughn disinnescano la prima carica di C4: per farlo si deve togliere il cristallo che attiverebbe l'esplosione fungendo da radiocomando. Poco dopo i due bloccano una agente di Cole e la legano, ma Toni rivela loro di essere un agente dei servizi segreti inglesi sotto copertura, che sta cercando di scoprire chi sia "L'Uomo" da due anni. Sydney stappa la mappa dei sotterranei e lei e Vaughn si dividono per disinnescare le ultime due cariche in tempo. Toni viene recuperata da un altro uomo di Cole, ma mente dicendo che è stata catturata solo da un agente. A quel punto Cole obbliga Sydney a mostrarsi altrimenti ucciderà Jack; la ragazza deve per forza consegnarsi, ma non è riuscita a disinnescare l'ultima carica. Cole le racconta che ai tempi dell'SD-6 aveva una cotta per lei, ma Syd l'aveva respinto in malo modo. 
Alla CIA Weiss scopre che Vaughn ha chiamato e confermato l'intrusione, ma Haladki non gli ha dato retta; è proprio lui a organizzare la squadra di soccorso che si dirige in fretta all'SD-6. Toni comunica a Cole che il caveau è ormai quasi aperto, il programma per scovare il codice ha quasi finito. Cole però viene distratto da Sloane, che lo accusa di essere un debole e un vigliacco, così in un raptus d'ira Cole uccide Toni. Poi si dirige verso il caveau.
Nel frattempo Marshall nota che l'orecchino recuperato da Sydney nel suo ufficio è un esplosivo e la invita a usarlo. In quel modo si crea un diversivo e gli uomini di Cole vengono bloccati dagli agenti dell'SD-6, ma Cole riesce a scappare. Jack raggiunge Sloane mentre Sydney rincorre Cole; il capo dell'SD-6 gli dice che non c'è più tempo e lo invita a tagliargli il dito indice per disinnescare il programma di protezione e dunque l'attivazione dell'esplosione in caso di apertura del caveau. Jack obbedisce e disattiva la protezione giusto in tempo: Cole entra nel caveau e recupera una strana ampolla ma Sydney lo raggiunge e i due combattono. 
Cole ha la meglio e stende Syd, poi scappa nei garage esterni. Lì Vaughn si è unito alla squadra di Weiss e sparando riescono a bloccare la fuga di Cole; Sydney lo raggiunge e si vendica dei suoi colpi, facendolo crollare a terra sanguinante. Vaughn e Syd esaminano l'ampolla, che presenta il simbolo di Rambaldi < O >, poi l'uomo le fa capire che il suo lavoro è troppo importante: grazie a lei stanno distruggendo l'SD-6 e non può mollare proprio ora. L'hockey può anche aspettare. In ufficio Sloane attende di avere le cure chirurgiche per il suo dito e spiega a Sydney che chiunque abbia fatto questo la dovrà pagare: ora dovranno scoprire chi è "L’Uomo".
- Guest star: Quentin Tarantino (McKenas Cole)
- Altri interpreti: Joey Slotnick (Steven Haladki), Agnes Bruckner (Kelly McNeil), James Handy (Arthur Devlin), Jennifer Tung (Toni)

## L'uomo
- Titolo originale: The Coup
- Diretto da: Thomas J. Wright
- Scritto da: Alex Kurtzman e Roberto Orci

### Trama
Dopo l'assalto all'SD-6, Sydney scopre che anche l'FTL è stata attaccata. Quest’ultima però non è riuscita a difendersi venendo eliminata ed il suo capo è stato ucciso da un uomo sconosciuto. Anche in questo caso l’obiettivo dell’attacco era mettere le mani su materiale riguardante Rambaldi. Il gruppo de "L'Uomo" ha contattato anche il Direttorio K per uno scambio di informazioni e Sydney dovrà andare a Las Vegas con Dixon per mettere una cimice addosso a un agente del Direttorio K e scoprire quindi dove sarà questo incontro. Quando Sydney parla di Las Vegas a Francie, le fa venire voglia di andarci con Charlie.
Sydney prima di partire scopre per caso che Charlie ha tradito Francie con un'altra ragazza e non gliel'ha mai detto; tuttavia non riesce a parlarle prima di partire e va in missione. 
Nel contempo Dixon impersona un ambasciatore giamaicano ed entra in una partita di poker con l'agente del Direttorio K, assistito da Sydney che osserva tutto da una telecamera. Ma quando la ragazza scopre Francie in quello stesso casinò e pronta a sposarsi con Charlie in una cappella, lascia per un po' Dixon e li raggiunge, intimando all'uomo di rivelarle del suo tradimento prima di sposarla. Tornata alle videocamere, Syd scopre che Dixon sta per perdere e che deve in ogni modo ottenere l'anello dell'agente per effettuare lo scambio con quello finto dotato di trasmittente. Con un po' di faccia tosta riesce a fare il cambio, ma poi lui e Sydney vengono scoperti e sono costretti a scappare dopo aver seminato la sicurezza del Casinò.
Sydney è un po' confusa in questo periodo e chiede a Jack cosa dovrebbe fare: ha sempre voluto fare l'insegnante come sua madre, ma ora che sa che era tutto finto vorrebbe mollare gli studi. Jack però le fa capire che nonostante tutto Sydney non deve lasciare l'università perché sarà un'ottima professoressa. Quando Sydney scopre che Charlie non ha detto la verità a Francie, si prende l'onere di confessarle ciò che ha scoperto. L'amica non le crede e va via di casa insultandola, ma dopo alcune ore torna e le comunica di aver lasciato Charlie e le chiede scusa. 
Will, intanto, collabora con McNeil e segue le sue indicazioni per scoprire chi abbia usato il suo software, il motivo per il quale l'SD-6 ha rovinato la sua vita; Will scopre così una serie di nomi di persone che ne hanno usufruito.
Sydney dovrà andare a Mosca per assistere di nascosto al colloquio fra l'agente de "L'Uomo" e quelli del Direttorio K; prima di farlo si incontra con Vaughn per la contro-missione e lui coglie il momento per farle capire che non è stato chiaro con lei. Nonostante il desiderio di uscire con lei e poterla osservare normalmente, sa che non possono farlo, ma gli piacerebbe molto. 
A Mosca Syd assiste in bilico sulla strada all'incontro segreto, appesa al muro fuori dalla finestra. L'agente de "L'Uomo" si presenta con Signor Sark e propone un accordo al capo del Direttorio K: venderà a lui il manoscritto di Rambaldi trovato in Argentina. Il russo rinnega l'offerta e viene ucciso all'istante, il suo secondo si trova così in dovere di accettare.
Sydney, che ha assistito a tutta la scena, fa cadere dei pezzi di cemento del muro a terra e si fa sentire dalla guardia appostata sulla strada, che inizia a spararle; la donna inizia a rotolare su sé stessa per evitare i colpi anche dall'interno dell'edificio, dove si sono ormai accorti della sua presenza.
- Altri interpreti: Evan Dexter Parke (Charlie Bernard), David Anders (Julian Sark), Allison Dean (Stella Campbell), Keone Young (prof. Choy), Ray Laska

## Pagina 47
- Titolo originale: Page 47
- Diretto da: Ken Olin
- Scritto da: J.J. Abrams e Jeff Pinkner

### Trama
Sydney riesce a fuggire agli spari e si getta oltre la finestra di un altro edificio, affrontando poi la guardia che la cercava e tornando con Dixon a Los Angeles. A casa, Sydney e Francie si tolgono insieme i loro anelli di fidanzamento, cercando di aiutarsi a dimenticare le loro sofferenze.
Sydney e Dixon devono partire per la Tunisia, dove troveranno il manoscritto di Rambaldi che deve essere consegnato a Sark dal Direttorio K; Vaughn incarica l'agente di fare delle foto al manoscritto prima di dare l'originale a Sloane. La missione va bene e Syd riesce ad andarsene con la yacht adibito al trasporto del manoscritto prima che Sark arrivi a reclamarlo. 
Vaughn mette Sydney in difficoltà quando le chiede di mettere una cimice nell'ufficio della casa di Sloane. Per farlo Sydney deve chiamare Emily, moglie di Sloane e sua seconda madre, e proporle di andarla a trovare per cena. Sydney non vorrebbe sfruttarla, perché la donna è malata di cancro e le vuole bene, ma capisce che non ha scelta. 
Intanto Will è stato messo sotto osservazione da Sloane, che ordina a Jack di ucciderlo prima che sia tardi; lui riesce a convincerlo a lasciare che se ne occupi lui ed evitare così a Sydney un altro dolore. Jack allora rapisce Will insieme a un altro agente e lo minaccia di fare del male alle persone che ama se non lascerà perdere l'indagine. Quando si sveglia dopo la tortura, Will chiama Jenny e le svela cosa è successo, poi decide di lasciarla perché non è innamorato di lei. Sydney chiede a Will di andare con lei a cena dal suo capo.
Will torna per l'ultima volta in carcere e si scusa con McNeil per non poter più portare avanti l'indagine, ma ora anche lui rischia la vita delle persone che ama. Ottenuta la conferma, Sloane rimanda l'uccisione di Will.
Una volta studiate le immagini alla CIA, Vaughn si incontra con Jack e Sydney e le dice che oltre a piazzare la cimice dovrà sottrarre la pagina 47 originale del manoscritto di Rambaldi, che Sloane tiene a casa, poiché è sempre la pagina più significativa nei testi di Rambaldi. Sydney è poco convinta perché non vuole mettere in pericolo Will, ma Jack le dice che ci sarà anche lui alla cena per assisterla. Prima di andarsene Vaughn confessa a Sydney che la trova carina (è la prima volta che la vede vestita da sera). Durante la cena Sydney si allontana quando Vaughn la chiama al cellulare fingendo di essere Francie; con un po' di timore la ragazza riesce a scambiare la finta pagina 47 con quella vera; Sloane ed Emily sono interessati agli articoli di Will, che non immagina quanto il capo di Sydney lo conosca in realtà.
Vaughn incontra Sydney e con grande foga le dice che la CIA ha usato la fiala di liquido sottratta a McKenas Cole sulla pagina 47: sul foglio completamente bianco è apparsa ora un'immagine che raffigura una donna che assomiglia in modo impressionante a Sydney.
- Altri interpreti: Sarah Shahi (Jenny), Amy Irving (Emily Sloane), Michelle Arthur (Abigail), Jorgo Ognenovski (Lovro Kessar), Bryan Rasmussen (Cohen)

## La profezia
- Titolo originale: The Prophecy
- Diretto da: Davis Guggenheim
- Scritto da: John Eisendrath

### Trama
Mentre una riunione di alti funzionari del DRS decide se approvare o meno delle ricerche sul legame fra Sydney e la donna disegnata sulla pagina 47 del manoscritto di Rambaldi, la ragazza è in missione in Brasile. Grazie a questa azione, Sydney porta all'SD-6 delle immagini che permettono a Sloane di identificare "L'Uomo" come Alexander Khasinau, un pericoloso terrorista russo ex KGB. Non appena Sydney torna negli Stati Uniti, viene costretta a fare una serie di test psichici con un gruppo di funzionari del DRS; il testo della pagina 47 è stato codificato e si è scoperto che contiene una strana profezia di Milo Rambaldi. I rapporti inter-agenzia sono coordinati dall'agente Haladki, unico della CIA a mostrarsi pronto a collaborare.
Quando a Sydney viene chiesto di sottoporsi anche a dei test fisici, oltre che di logica, la ragazza si rifiuta e se ne va dagli uffici della CIA. Nel frattempo Sloane vuole convincere l'Alleanza dei 12 a ingaggiare una guerra contro Khasinau; per farlo deve ottenere 7 voti favorevoli su 12. Si rivolge così al capo dell'SD-9 Edward Poole, che gli rivela l'affiliazione del suo vecchio amico Briault (capo dell'SD francese) con il gruppo di Khasinau. Per eliminare questo traditore, Sloane decide di risolvere la situazione da solo. Sydney va a trovare Emily Sloane, che le rivela che il suo cancro poteva essere curato se fosse stato scoperto prima; sconvolta dalle parole della sua vice-madre, Sydney decide di sottoporsi ai test fisici del DRS, convinta di poter dimostrare così che non c'è niente di strano in lei.
Jack spiega a Sydney e Vaughn che gli agenti della CIA hanno decifrato la profezia con una chiave scorretta del codice di Rambaldi; ha anche scoperto che la vera chiave è in Vaticano, così Sydney decide di andare a Roma per trovarla, e Vaughn parte insieme a lei (mantenendo le dovute precauzioni).
In Vaticano, Vaughn occupa i tempi morti della missione spiegando a Sydney che a Roma c'è il suo ristorante preferito nel mondo e che potrebbero andarci insieme; ovviamente la proposta è da scartare visti i rischi che corrono a farsi vedere in pubblico. I due agenti trovano la chiave pitturata sulla cornice di un dipinto di Rambaldi, la fotografano e scappano dalle guardie degli archivi vaticani.
Nel frattempo Sloane ha scoperto che la pagina 47 del manoscritto di Rambaldi in mano all'SD-6 è stata sostituita, e si arrabbia con Jack perché vuole parlarne con Sydney, assente da alcuni giorni. In realtà Sloane è di cattivo umore perché deve incontrare Briault per ucciderlo ed infatti compie l’omicidio a Montreal. Una volta a Londra, l'Alleanza vota la proposta di Sloane, ma non viene accettata per sei voti a cinque: Sloane capisce che Poole l'ha imbrogliato e non era Briault in combutta con Khasina, bensì Poole stesso. Infatti non appena questi si allontana e sale in macchina, seduto vicino a lui c'è proprio Khasinau.
Alla CIA Vaughn fornisce la giusta chiave del codice di Rambaldi al DRS, ma scopre poi che loro avevano già quella corretta; Sydney raggiunge i suoi amici in un locale a ballare, ma dopo poco nota la presenza degli uomini del DRS che l'attorniano e la accompagnano su un furgone dove sono presenti Vaughn e la dottoressa che le ha fatto fare gli i test e gli esami. Quest’ultima la dichiara in arresto e le svela che tutti i test e gli esami fatti hanno dimostrato che la donna descritta da Rambaldi è effettivamente lei. Infatti questa donna è caratterizzata dall’avere tre anomalie (sequenza del DNA, numero di piastrine e dimensioni del cuore) che anche Sydney presenta. La profezia viene finalmente recitata anche a Sydney:
"La donna qui ritratta, segni invisibili possiederà,

segni che il marchio sono di colei che porterà

a compimento le opere mie con furia cingendole,

una rabbia che arderà se non frenata

e a volgar costo questa donna farà

della maggior potenza scempio totale”…
- Guest star: Roger Moore (Edward Poole), Derrick O'Connor (Alexander Khasinau)

## L'interrogatorio
- Titolo originale: Q&A
- Diretto da: Ken Olin
- Scritto da: J.J. Abrams

### Trama
Sydney sta fuggendo in macchina con una vistosa parrucca, inseguita dalla polizia. Quando rimane bloccata e deve scegliere se consegnarsi o fuggire, decide di gettarsi dal molo nell'acqua e l'auto finisce dritta in mare.
Sydney è ammanettata a una sedia e deve rispondere a una serie di domande. Si tratta di un vero e proprio interrogatorio condotto dall'agente Kendall dell'FBI, che vuole sapere tutto della sua vita dal momento in cui è entrata nell'SD-6 a quando ha scoperto il manoscritto di Rambaldi.
Sydney gli racconta di come è stata contattata anni prima per entrare a far parte della CIA e di tutte le fasi che ha passato per poter diventare un agente operativo; purtroppo non ha mai capito di lavorare per un'agenzia criminale finché Sloane non ha fatto assassinare Danny: sono stati molto convincenti e l'hanno sempre tenuta all'oscuro.
Intanto Vaughn, alla CIA, è nervoso perché non riesce a scoprire dove l'FBI abbia portato Sydney: Jack gli fa capire che se non la libereranno in fretta, potrà rischiare di compromettere la sua copertura all'SD-6. Così Vaughn interroga Haladki, ex-membro dell'FBI, che però non vuole assolutamente dirgli nulla sul luogo in cui si trova Syd. Così ci pensa Jack: minaccia di uccidere Haladki e si fa rivelare da lui dove si trova sua figlia e quando avverrà il trasferimento. Nel frattempo Syd spiega a Kendall delle sue reazioni quando ha scoperto la verità su sua madre, del tipo di azioni che compie per l'SD-6, dei supporti inventati da Marshall e di come organizza le contromissioni con Vaughn. Nonostante questo Kendall non sembra comunque intenzionato a lasciarla andare. Mentre Syd sta per essere trasferita, un camioncino arriva e blocca i due agenti dell'FBI; i tre uomini travestiti che rapiscono Sydney sono in realtà Vaughn, Jack e Weiss che stanno tentando di darle una via d'uscita: Vaughn ha capito che la profezia di Rambaldi è valida se la donna di cui parla non avrà mai contemplato il cielo dal Monte Subasio, che si trova in Italia. Sydney dovrà partire per andare a scalare il monte, così le accuse su di lei diventeranno infondate. Vaughn porta Sydney nel bagagliaio della macchina e tramite auricolare le dice che lui crede in lei, poi la lascia di fronte a una nuova auto e la ragazza si ritrova a scappare dalla polizia che la sta cercando per conto dell'FBI. E così si torna alla scena iniziale: mentre i suoi amici Will e Francie, all'oscuro di tutto, guardano l'inseguimento in tv e fanno il tifo per la polizia, Sydney decide di tuffarsi in mare e di evitare così di farsi arrestare e scoprire da Sloane. Una volta in acqua, dopo un attimo di esitazione, Syd usa l'ossigeno delle gomme per mantenersi in vita sott'acqua, solo dopo diverso tempo se ne va. Passate alcune ore, si incontra con Jack prima di partire per l'Italia e gli spiega che ha capito una cosa importante: così come ha fatto lei, anche sua madre può aver usato l'ossigeno delle gomme e aver simulato la sua morte quando è sparita anni prima. Sydney inizia a pensare che sua madre possa essere ancora viva, e forse la donna ritratta nel manoscritto di Rambaldi non è lei, bensì sua madre.

## Noah
- Titolo originale: Masquerade
- Diretto da: Craig Zisk
- Scritto da: Alex Kurtzman e Roberto Orci

### Trama
Sydney è in Italia e sta scalando un dirupo. Una volta in cima guarda il monte Subasio e chiama l’FBI con una radio satellitare per farsi recuperare. Tornata a Los Angeles, Syd parla con suo padre e lo ringrazia; lui le spiega che ora l'FBI ha dirottato le ricerche su sua madre. Mentre lei era in Italia lui ha scoperto anche che una commissione creata all'epoca della morte di sua madre doveva stabilire i danni da lei effettuati nei confronti dell'agenzia e ne faceva parte anche Arvin Sloane. Jack diffida Sydney dal cercare sua madre, perché non sa cosa dovrebbe aspettarsi da lei. Syd allora chiede aiuto a Vaughn, ma anche lui le dice di non poterle dare una mano questa volta: le informazioni su sua madre sono riservate. Allora Syd si rivolge a Sloane, che le dice che l'aiuterà a trovare sua mamma, mantenendo però la cosa legata alle missioni dell'SD-6. Una prima missione è a Vienna: Syd dovrà trovare un chip appartenente a Khasinau e nascosto in un'ambasciata; Syd obietta con il suo capo perché non riesce a concentrarsi per una missione, ma Sloane le spiega che Khasinau era il superiore diretto di sua madre al KGB e quindi trovarlo significherebbe avere molte informazioni su di lei. Così, a Vienna, Syd e Dixon si infiltrano nell'ambasciata russa, dove dovrebbero incontrare l'agente Wexler con il microchip; ma al ballo in maschera, è un altro uomo ad affiancare Sydney e a ballare con lei. Le rivela che Wexler è morto e che anche loro sono in pericolo. Sydney riconosce l'uomo: è Noah Hicks, un agente dell'SD-6 sparito anni prima e con cui Syd aveva una relazione. Lei e Noah trovano il chip nel corpo di Wexler, poi scappano insieme a Dixon dagli uomini di Khasinau. Durante il viaggio di ritorno Syd chiede a Noah come mai cinque anni prima sia sparito senza dirle niente, ma lui le rivela di averle mandato un'e-mail pubblicitaria in cui le aveva celato un messaggio ma il computer di Syd ha sempre cestinato lo spam pubblicitario. Così il rancore provato da entrambi per non essersi più tenuti in contatto è derivato da un equivoco. Una volta all'SD-6 Noah è sottoposto alla macchina della verità: era un infiltrato, ma era sparito e così non sanno se potersi fidare di lui. Durante la seduta l'uomo spiega che se n'era andato perché era innamorato e aveva paura di questa cosa, ma ora è pentito di averlo fatto. Intanto Francie trova una ricevuta di un volo in Italia in una giacca di Sydney, che però aveva detto di essere andata a Seattle; lei e Will decidono di chiedere informazioni a Syd e temono che forse sta lei gli sta nascondendo qualcosa. Nel frattempo Jack sta male per la storia di sua moglie e sta bevendo in un bar; Syd lo trova e gli dice che dovrà sottoporsi a delle sedute con la psicologa della CIA, la dottoressa Barnett. La psichiatra è brava e capisce che Jack sta mentendo, dicendole ciò che vorrebbe sentirsi dire; allora Jack le spiega che non può essere debole e sfogarsi con lei, ma la dottoressa raccomanderà una seduta a settimana con lei. Sydney si incontra con Vaughn che le chiede informazioni su Noah (menzionato dalla ragazza nella prima relazione fatta alla CIA); Syd, con un po' di vergogna, gli spiega che era un agente con cui usciva anni prima e che lo tenevano nascosto perché l'SD-6 non avalla le relazioni fra colleghi. Vaughn le conferma che nemmeno la CIA lo fa e si dimostra un po' geloso della comparsa di Noah. Successivamente Syd e Noah analizzano i file del microchip e viene scoperto che devono andare a cercare un computer con informazioni sull'organizzazione di Khasinau ad Arkhangelsk, in Russia. Il nucleo centrale del computer è in una camera criogenica sotterranea a diversi gradi sotto zero. In missione, Sydney cerca informazioni su sua madre (il cui vero nome è Irina Derevko) nel computer, poi rubano il nucleo dalla camera, ma la ragazza cade a terra e il suo casco inizia a incrinarsi, lasciando trapassare il freddo dalla tuta che dovrebbe ripararla. Con l'aiuto di Noah i due scappano e si rifugiano in una base segreta dell'SD-6. Durante la notte i due agenti parlano e l'attrazione fra loro torna a farsi sentire; Syd si avvicina a Noah e iniziano a baciarsi.
- Altri interpreti: Peter Berg (Noah Hicks)

## Snowman
- Titolo originale: Snowman
- Diretto da: Barnet Kellman
- Scritto da: Jesse Alexander e Jeff Pinkner

### Trama
Sydney e Noah si svegliano nel cottage e devono fuggire perché braccati dagli uomini di Khasinau; vengono "raccolti" (ossia issati in volo) da un aereo dell'SD-6 mentre fuggono su una moto. A Los Angeles, Vaughn spiega a Sydney che il Direttorio K ha ingaggiato un assassino di nome "Snowman" per uccidere Khasinau e le propone di usarlo per arrivare fino a lui. Noah propone a Sydney di fuggire insieme e lasciarsi la vita da spie alle spalle. Syd rifiuta, perché ha bisogno di trovare sua madre. Sloane, però, ha scoperto i conti segreti di Noah e si chiede se l'uomo sia davvero sincero.
Fra i file trovati da Sydney nel computer di Khasinau, vi sono alcuni video che ritraggono Irina Derevko nei colloqui che intratteneva con i suoi capi del KGB; in quei video si vede la vera natura sulla madre di Syd: era una donna spietata, che aveva sposato Jack solo per scoprire informazioni sul “progetto Natale” della CIA. Fra le altre cose l'altro uomo del video, Igor Valenko, non è altri che l'agente Calder, membro dell'FBI che aveva inseguito la madre la notte della sua "morte". Syd intuisce che egli non era davvero un agente FBI e l'incidente è stato simulato per farli sparire entrambi. Vaughn, intanto, segue la sua pista parallela sul killer Snowman e si incontra con un contatto a Bogotà. Si tratta di un uomo sfigurato che gli rivela che è stato Snowman a conciarlo così e che è pronto ad aiutare la CIA a trovarlo. Dopo alcune indagini si scopre che Valenko ha degli affari con una banca in Sudafrica; così Jack propone a Sloane di mandare laggiù Syd e Noah per scoprire i suoi legami con Khasinau. All'SD-6, anche Jack vede i video di sua moglie e ne rimane sconvolto. In missione in Sudafrica, Syd e Noah si trovano a dover prendere i file bancari di Valenko, che si trovano in un server protetto da un sistema sofisticato che li costringe ad agire nel silenzio più totale grazie a un apparecchio di Marshall. Una volta all'SD-6, si scopre che l'hard disk del computer portatile di Noah è completamente cancellato, dunque inutile. Will e Francie chiedono a Sydney spiegazioni sul suo viaggio in Italia e Syd, con molta immaginazione, inventa una storia che la vedrebbe in contatto con clienti di tutto il mondo che hanno bisogno di elevati livelli di riservatezza. Nonostante gli amici le credano, lei si sente in colpa per dover mentire così spudoratamente.
Noah accetta un'altra missione sotto copertura, partirà presto; ma prima le chiede di partire con lui. Syd vorrebbe, ma sa di non poterlo fare. Syd si incontra con Vaughn che la nota distante: l'agente capisce che c'è qualcosa di strano in lei. Una volta partito Noah, l'SD-6 manda Syd in missione in Australia: Marshall ha estrapolato qualche informazione dall'hard disk del computer. Allo stesso tempo, Vaughn riceve una chiamata dal suo contatto che gli svela che Snowman si trova nello stesso luogo della missione di Sydney, ma non riesce a mettersi in contatto per avvisarla della sua presenza così pericolosa.
Una volta raggiunta la villa, Syd trova tutti morti: Snowman è arrivato prima di lei e ha ucciso tutti, anche Valenko. I due ingaggiano una lotta, e Syd ha la meglio: Snowman cade a terra accoltellato accidentalmente durante lo scontro. Quando Syd nota la sua ferita al braccio, ricorda che è la stessa che aveva Noah: gli toglie il passamontagna e non può far altro che assistere alla morte di Noah, ossia Snowman.
- Altri interpreti: Peter Berg (Noah Hicks)

## Le ampolle
- Titolo originale: The Solution
- Diretto da: Dan Attias
- Scritto da: Dan Attias

### Trama
Sydney è sconvolta dalla morte di Noah perché non sa più di chi potersi fidare. Vaughn allora cerca di consolarla mostrandole il grande lavoro fatto negli ultimi mesi: grazie a lei intere sezioni dell'SD-6 sono state scovate e abbattute. Syd trova ancora un po' di forza grazie alle sue parole.
Quando Francie trova un topo in cucina, decide di chiamare la disinfestazione; Will intanto viene chiamato dalla sua misteriosa fonte che vorrebbe che lui ricominciasse le ricerche sull'SD-6 e gli svela che è stato Jack Bristow a minacciarlo di morte per smettere le indagini. Sydney capisce che per trovare Khasinau devono attirarlo con qualcosa e così propone a Vaughn un piano: metteranno in vendita una finta ampolla di Rambaldi al mercato nero e così lo attireranno allo scoperto. Per farlo fingeranno un furto in un museo che contiene diversi manufatti di Rambaldi in Algeria per fargli credere che esiste una seconda ampolla. La CIA approva la missione, a cui parteciperà anche Vaughn; prima, però, Syd va a trovare Emily all'ospedale e rimane sconvolta quando la donna le parla dell'SD-6, dicendole che sa tutto dell'agenzia. Non gliel'ha detto Arvin, l'ha capito da sola. La sicurezza dell'SD-6 intercetta la conversazione e decreta l'uccisione di Emily. Sloane decide di chiedere una proroga al capo dell'Alleanza, perché Emily morirà comunque di cancro. Sydney e Vaughn compiono il furto nel museo nonostante alcune difficoltà: lui fa finta di testare i sistemi di allarme mentre lei ruba i manufatti di Rambaldi senza farsi scoprire. I due tornano a LA e preparano la trappola per Khasinau: diffondono la voce che un gruppo terrorista radicale ha la nuova ampolla di Rambaldi e la venderà al migliore offerente. Khasinau si fa sentire e organizza lo scambio a Denpasar, dove ci sarà il signor Sark a pagare l'ampolla. Per far sì che Sark non si insospettisca, porteranno anche la vera ampolla e daranno poi a Sark il falso, che in realtà permetterà di localizzarlo. Will, intanto, consegna a una sua collega e amica una busta con tutte le sue ricerche sull'SD-6, dicendole di pubblicarle se dovesse succedergli qualcosa. Poi va a trovare Jack e gli dice che sa tutto di ciò che ha fatto, ma Jack nega il suo coinvolgimento e poi va a casa di Devlin e gli suggerisce di cercare una talpa nella CIA, perché è strano che Will abbia questa misteriosa fonte. Jack si incontra poi con Will e gli dice di lavorare per la CIA, negando il coinvolgimento di Sydney; poi lo convince a scoprire insieme chi sia la fonte. Will chiama il suo contatto. 
Intanto Tambor Barcelo, il capo della sicurezza dell'Alleanza, informa Sloane che la decisione dell'uccisione di Emily è stata confermata e non può fare nulla per sua moglie. Intanto Marshall controlla il telefono di Poole e scopre il numero di Khasinau; in questo modo intercetta le chiamate e scopre dell'incontro a Denpassar, a cui manda Dixon con alcuni agenti.
A Denpassar, Sydney e Vaughn sono in contatto con Sark. La donna è travestita e irriconoscibile, ma Sark le chiede di dimostrare la sua appartenenza al gruppo terroristico con un combattimento con una strana arma, un latajang. Syd sfrutta la sua bravura e mette al tappeto Sark, poi organizza lo scambio sotto gli occhi di Vaughn, che controlla la zona dall'alto. Sydney sta per fare lo scambio con Sark quando proprio sul più bello vengono raggiunti da Dixon armato di pistola che li intima di alzare le braccia e di consegnargli l'ampolla.

## Will
- Titolo originale: Rendezvous
- Diretto da: Ken Olin
- Scritto da: Debra J. Fisher ed Erica Messer

### Trama
Sydney riesce a fuggire a Dixon, ma combattendo con lui viene ferita ad un braccio. Vaughn, invece, insegue Sark e lo cattura, scambiando le ampolle e lasciandogli in tasca quella finta che contiene il tracciante. Poi va ad aiutare Syd, che sta per essere scoperta da Dixon: stende il suo collega e poi la invita a scappare, ma una volta tornato da Sark scopre che è scappato anche lui. A Los Angeles, Jack invita Will a dire alla sua fonte che sa tutto della "Circonferenza", così il contatto organizza un incontro. Invece, a Londra, Sloane chiede clemenza per sua moglie Emily; i 12 sanno tutto del tradimento di Poole, che infatti non siede più al tavolo. Sanno anche che è stato lui a uccidere Briault ma hanno capito che Khasinau è pericoloso, come ha sempre detto Sloane. Così decidono che se quest’ultimo riuscirà a portargli informazioni su Khasinau allora prenderanno in considerazione di non uccidere Emily. Dopo la finta vacanza, Sydney torna all'SD-6 e Dixon nota che è ferita al braccio; la vera sorpresa è che Sark è stato catturato dall'SD-6. Sloane gli propone un accordo e gli dice che se lui lo porterà da Khasinau e in cambio gli risparmierà la vita. Alla CIA Weiss se la prende con Vaughn perché lo ha dovuto coprire sul suo errore commesso nel lasciare Sark senza sorveglianza; Weiss gli fa capire che i sentimenti che prova per Syd mettono in pericolo le operazioni della CIA. Sydney e Dixon, intanto, si recheranno con Sark in un night di Parigi dove incontrerà Khasinau e gli darà l'ampolla. Vaughn le dà la contromissione e le dice di scambiare le vere pagine di Rambaldi con dei falsi, ma usa un tono distaccato ed evita sguardi impropri, lasciando a Syd l'impressione che sia stato un po' freddo. Sud fa finta di essere la cantante del night dove avviene l'incontro e si avvicina così a Khasinau, cantando 'Since I Fell for You' e monitorando con un anello le pulsazioni di Khasinau. Dixon preleva dalla cassaforte dell'ufficio una pagina bianca del manoscritto di Rambaldi e tutto sembra andare per il meglio, ma Syd non sa che Will sta per incontrarsi proprio lì con la sua fonte. Il suo misterioso contatto è proprio Khasinau. Una volta scoperta la presenza di Will, Sydney interviene liberandolo dagli uomini di Khasinau. Will è sconvolto nel vedere Syd stendere degli uomini con un'enorme parrucca addosso; la donna fugge dal night insieme a Will e scopre che è stato Jack a portarlo lì. Il padre le spiega che cercava di salvarlo da tempo, perché Sloane aveva scoperto le sue indagini sull'SD-6. Tornato a Los Angeles, Dixon fa un sogno e ricorda di aver sentito Syd pronunciare il nome in codice “Freelancer”, così il giorno dopo le chiede della sua ferita e lei inventa di essersela procurata mentre scalava una montagna nel deserto. Ma Dixon è sospettoso. Successivamente Sloane spiega ai due che, nonostante Sark sia fuggito, lo possono rintracciare con degli isotopi radioattivi che aveva messo nel vino che gli aveva fatto bere; poi ringrazia Syd per non avere detto niente alla sicurezza di Emily, cosa che lui non ha fatto con Danny. Lui non ha esitato a farlo uccidere e ora si sente in colpa. Will si trova in una casa protetta della CIA e Vaughn suggerisce che entri nel programma di protezione o che sia reclutato. Emily, intanto, scopre che il suo cancro sta regredendo ma Sloane non può esserne felice perché sa che l’Alleanza le ha concesso la grazia solo perché sembrava essere condannata dalla malattia. Una volta rintracciato Sark a Ginevra, una squadra dell'SD-6 lo va a cercare ma trova solo dei macchinari che mostrano la furbizia di Sark: si è fatto una trasfusione di sangue per non essere più rintracciabile. Quest’ultimo in realtà Sark si trova nella casa segreta della CIA dove rapisce Will.
- Altri interpreti: Derrick O'Connor (Alexander Khasinau)

## Quasi trent'anni
- Titolo originale: Almost 30 Years
- Diretto da: J.J. Abrams
- Scritto da: J.J. Abrams

### Trama
Will è torturato dagli uomini di Sark; quando Will dice di non sapere niente della "Circonferenza", nella stanza entra un uomo con gli occhiali che lo torturerà (si tratta dello stesso uomo che aveva torturato Sydney a Taipei).
Sydney riceve una chiamata da Sark, che le svela di aver rapito Will. Per "ridarglielo" vivo dovrà consegnare la pagina bianca rubata a Parigi e l'ampolla con la soluzione per leggerla. Syd non si fida della CIA: qualcuno deve aver rivelato a Khasinau la posizione della casa protetta; così lei e Jack decidono di agire da soli recuperando la pagina dal deposito dell'SD-6 nascosto sotto l'oceano poco lontano dalla costa di LA.
Per farlo serviranno le impronte digitali di Sloane e il suo timbro vocale. Una volta rubata la pagina bianca, faranno apparire le parole nella pagina prima di consegnarla a Sark. Vaughn spiega a Syd che probabilmente Will è vivo, ma lei si manifesta troppo tranquilla e senza voglia di agire per trovarlo; così Vaughn intuisce che c'è qualcosa che non va e gli nasconde un probabile piano per scovarlo. Weiss lo convince a parlarne a Devlin. Intanto Emily è a casa e Sloane le rivela tutto sull'SD-6, ossia che non fa parte della CIA. Emily reagisce male e piange. Sloane viene invitato da Ramon Veloso, membro dell'Alleanza, a uccidere sua moglie e se lo farà diventerà uno dei leader dell'Alleanza dei 12, altrimenti lei morirà comunque. Mentre Vaughn rivela a Devlin i suoi sospetti, Sydney va da Sloane e registra le sue impronte vocali; poi in pochissimo tempo raggiunge il magazzino dell'SD-6 e ruba la pagina bianca, mentre Jack raggiunge quello della CIA e ruba l'ampolla. Devlin non fa in tempo a bloccarli. Uscita dall'acqua dopo la missione, Sydney torva Dixon davanti a sé: l'ha seguita. Lui le chiede una spiegazione e lei, che non vuole dargliela, gli chiede solo di fidarsi di lei. Jack chiama Devlin e gli dice che restituirà l'ampolla, ma l'uomo gli dice che deve tornare. Jack gli chiede fiducia, se lo considera un suo amico. Intanto la collega di Will del giornale, invita il capo a pubblicare l'articolo di Will, scomparso da giorni. Jack e Sydney fanno apparire il contenuto della pagina bianca di Rambaldi, la quale contiene un manuale per costruire il "Dispositivo di Mueller", ossia la "Circonferenza". Jack sa che non possono perdere tempo: rapisce Haladki, che secondo lui è la fonte di Khasinau, e lo interroga. Lui ammette di essere la talpa alla CIA e invita Jack a unirsi a loro; ma Jack, schifato, lo uccide. Sydney intanto sta aspettando di partire per Taipei e si trova alla stazione dei treni; Vaughn la trova e si siede vicino a lei. In uno dei discorsi più toccanti della serie, l'uomo le spiega che suo padre era un uomo ligio al dovere e obbediente alla CIA, non ha mai avuto il coraggio di ribellarsi alle decisioni dei suoi capi. Vaughn non vuole fare lo stesso: dice a Syd che partirà con lei e l'aiuterà. Jack, Vaughn e Syd partono per Taipei: Jack andrà allo scambio con Sark, loro due faranno saltare il laboratorio di Khasinau e il congegno di Mueller. Nel frattempo, Sloane, avvelena Emily durante una cena a casa loro. Will, intanto, è ancora sotto tortura e non sta cedendo perché non sa nulla della "Circonferenza". Will viene poi portato al luogo dello scambio, dove Jack scambia la pagina di Rambaldi con Sark in cambio del ragazzo. Will lo abbraccia e lo ringrazia. Syd e Vaughn, intanto, raggiungono il laboratorio di Khasinau e si dividono: lei deve far saltare il congegno, un'enorme palla rossa attivata dal congegno di Mueller. Sydney fa esplodere uno dei pilastri del congegno e di conseguenza l’enorme palla si dissolve in una massa enorme di acqua. Syd e Vaughn devono fuggire per non farsi travolgere da essa ma la porta si sta chiudendo e Syd riesce a passare, mentre Vaughn rimane bloccato oltre di essa e viene travolto dalla massa d'acqua. Mentre lei cerca di rompere il vetro per farlo uscire, lui sparisce a mano a mano e le dice di andarsene. Syd si blocca solo quando un uomo la fa crollare a terra dopo averla colpita al volto. Quando si sveglia, Sydney è legata a una sedia e Khasinau è di fronte a lei. L'uomo le dice che il suo capo deve parlare con lei e Sydney rimane spiazzata perché credeva che fosse lui "L'Uomo". Invece non è così: Khasinau lascia la stanza e il vero capo, il vero "L’Uomo" fa il suo ingresso in scena. Non è un uomo, ma bensì una donna e si tratta della madre di Sydney che rimane sconvolta da chi si trova davanti.
- Altri interpreti: Derrick O'Connor (Alexander Khasinau), Ric Young (dott. Zhang Lee)